# Fougère
Fougère es una de las principales familias olfativas de perfumes. El nombre proviene de la palabra francesa que significa helecho.  Los perfumes Fougère se elaboran con una mezcla de fragancias: sus notas de salida son dulces, con aroma a flores de lavanda; a medida que los componentes más volátiles se evaporan, se notan los aromas del musgo de roble, derivado de una especie de liquen y descrito como leñoso, picante y ligeramente dulce, y de la cumarina, similar al aroma del heno recién cortado. El fougère aromático, un derivado de esta clase, contiene notas adicionales de hierbas, especias y/o madera.

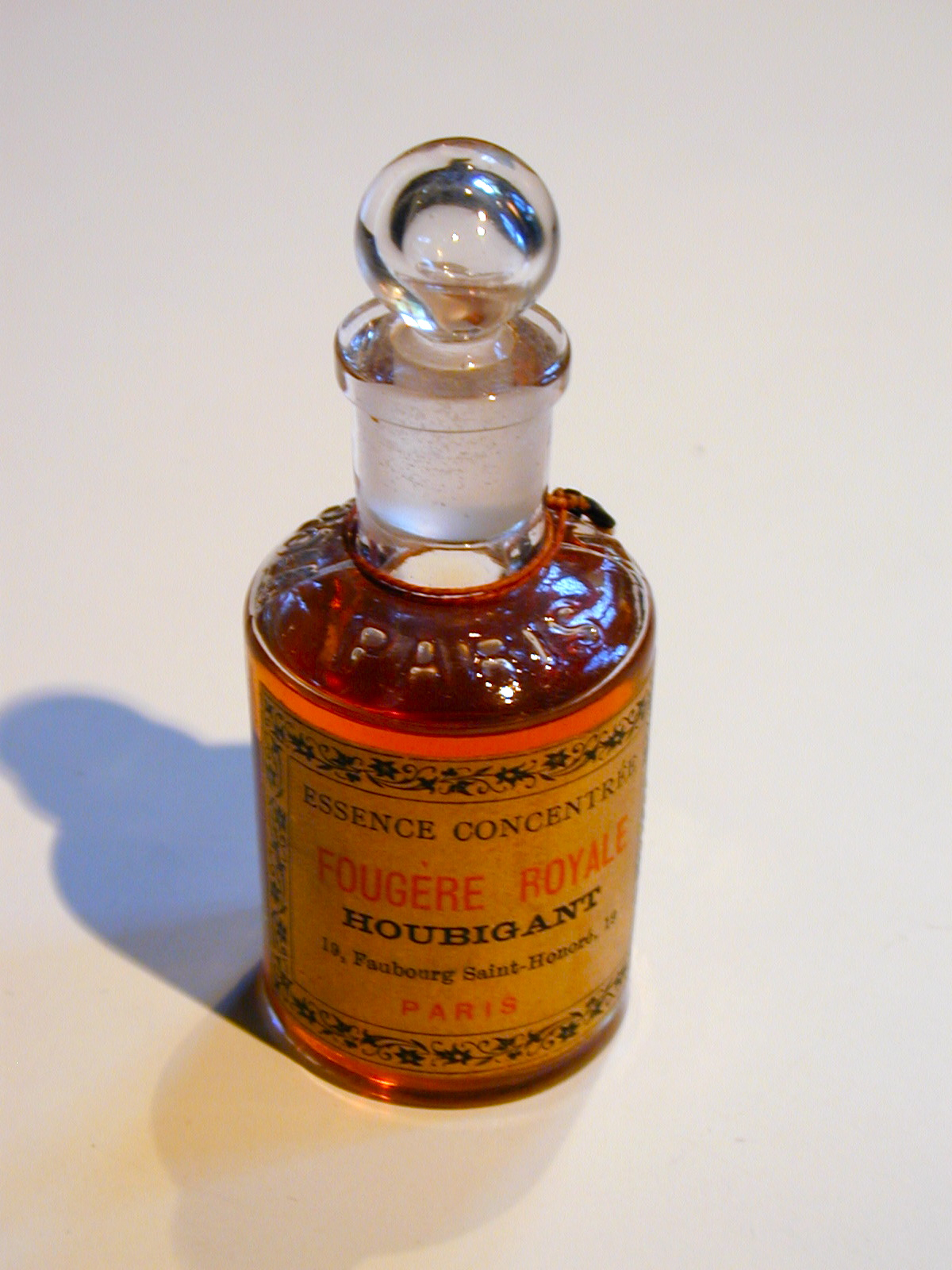
Un frasco original de Fougère Royale de Houbigant, creado por el perfumista Paul Parquet en 1882

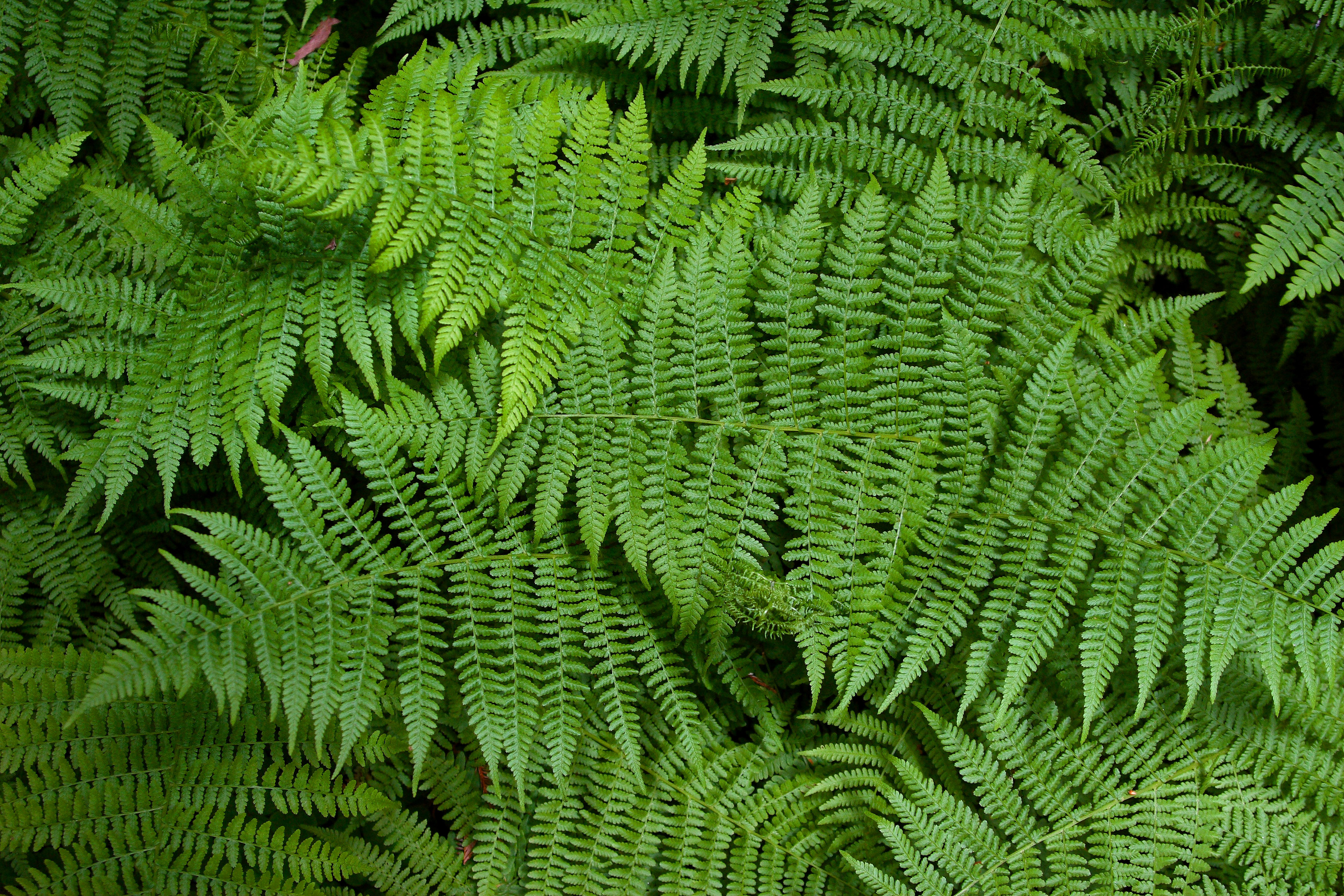
Fougère significa helecho en francés.

El nombre se originó con la aparición del perfume Fougère Royale de la casa Houbigant Parfum. Este perfume, creado por el propietario de Houbigant, Paul Parquet, en 1882, se añadió posteriormente a los archivos de aromas conocidos como Osmothèque, en Versalles. Houbigant reintrodujo esta fragancia al mercado en 2010.
Los perfumes de este tipo son especialmente populares como fragancias para hombres, siendo utilizado comúnmente en los años 1980 en productos de barbería. Muchos perfumes fougère modernos tienen incluidas diversas notas cítricas, herbáceas, verdes, florales y animálicas. Las adiciones más comunes a la mezcla de fragancias básicas incluyen vetiver y geranio. La bergamota suele estar presente para añadir nitidez a la nota alta de lavanda. En los últimos años, la familia olfativa fougère comenzó a incorporar muchas plantas aromáticas como albahaca, salvia, romero o tomillo.
Ejemplos de fragancias masculinas que entran en la clase fougère incluyen Sartorial de Penhaligon's, Brut de Fabergé, Paco Rabanne Pour Homme, Azzaro Pour Homme, Boss de Hugo Boss, Prada for Men, Eternity for Men de Calvin Klein, Canoe for Men de Dana, Dolce & Gabbana Pour Homme, Drakkar Noir de Guy Laroche, Tabac for Men, Michael for Men de Michael Kors, Clubman Pinaud After Shave y Special Reserve, Polo Green and Chaps de Ralph Lauren, Kouros de Yves Saint Laurent, Bracken Man de Amouage y English Blazer de Yardley London.